# Lauges kat
|  | Denne artikel er oprettet af botten PalnaBot ud fra en ekstern database. Den kan derfor have sproglige fejl eller mangler. Denne skabelon kan fjernes efter kontrol af indholdet. |

Lauges kat er en børnefilm instrueret af Christina Rosendahl efter manuskript af Karen Balle.

## Handling
Lauge bor på landet og ønsker sig en kattekilling. Da hans far skal aflive et kuld killinger, der bor i laden, løber en af dem væk. Lauge finder den og skjuler den på sit værelse. Men så kommer nabodrengen Sonny og blander sig ...